# Långträsk (sjö i Finland, Nyland, lat 60,15, long 24,33)
Långträsk är en sjö i Sjundeå kommun i Finland.   Den ligger i landskapet Nyland, i den södra delen av landet, 30 km väster om huvudstaden Helsingfors. Långträsk ligger 60 meter över havet.  Arean är 16,8 hektar och strandlinjen är 2,71 kilometer lång. Sjön  ingår i Sjundeå å huvudavrinningsområde. 